# Robert Buckley
Robert Earl Buckley (Claremont, California; 2 de mayo de 1981) es un actor estadounidense, más conocido por haber interpretado a Clay Evans en la serie One Tree Hill y a Major Lilywhite en la serie iZombie.

## Biografía
Buckley nació en Claremont, en el condado de Los Ángeles, California. Obtuvo una licenciatura en economía en la Universidad de California, San Diego , graduándose en 2003. Como estudiante universitario, Buckley apareció como concursante en The Price Is Right. Después de trabajar durante un año como consultor económico, regresó a Los Ángeles para seguir una carrera en la actuación.

## Carrera
En 2006 se unió a Fashion House donde interpretó al fotógrafo Michael Bauer, hasta el final de la serie.
En 2007 se unió al elenco de la telenovela American Heiress donde dio vida a Matthew Wakefield.
En 2008 se unió a la serie Lipstick Jungle donde interpretó al fotógrafo Kirby Atwood, quien comienza una aventura con la editora casada Nico Reilly, hasta el final de la serie en 2009. Ese mismo año, se unió al elenco principal de la séptima temporada de la serie One Tree Hill donde interpretó a Clayton "Clay" Evans, el agente de deportes y amigo de Nathan Scott (James Lafferty) y novio de Quinn James (Shantel VanSanten), hasta el final de la serie en 2012.
En 2012 se unió al elenco de la serie 666 Park Avenue donde interpretó a Brian Leonard, un autor que vive en el edificio donde pasan cosas sobrenaturales con su esposa a Louise, hasta el final de esta en 2013.
En 2015 se unió al elenco de la serie televisión iZombie donde interpreta al Major Lilywhite, el exnovio de Olivia "Liv" Moore (Rose McIver), una estudiante de medicina que es convertida en zombi.

## Vida personal
En mayo de 2018, Buckley se casó con la actriz Jenny Wade. Tienen dos hijos juntos.

## Filmografía

### Películas
| Año  | Título                                            | Rol            | Notas        |
| ---- | ------------------------------------------------- | -------------- | ------------ |
| 2006 | When a Killer Calls                               | Matt           |              |
| 2006 | Petrified                                         | Agent Tanner   |              |
| 2006 | Capturing Q                                       | Dillon         | Cortometraje |
| 2007 | Archer House                                      | Lance          | Cortometraje |
| 2008 | Killer Movie                                      | Nik            |              |
| 2011 | The Legend of Hell's Gate: An American Conspiracy | Bacas Mitchell |              |
| 2011 | Z                                                 | Wyatt          | Cortometraje |

### Series de televisión
| Año       | Título                                  | Rol               | Notas                                          |
| --------- | --------------------------------------- | ----------------- | ---------------------------------------------- |
| 2006      | Fashion House                           | Michael Bauer     | Rol principal                                  |
| 2007      | American Heiress                        | Matthew Wakefield | Rol principal                                  |
| 2007      | Ghost Whisperer                         | Brandon Bishop    | Episodio: "Unhappy Medium"                     |
| 2008–2009 | Lipstick Jungle                         | Kirby Atwood      | Rol principal                                  |
| 2008      | Flirting with Forty                     | Kyle Hamilton     | Película para televisión                       |
| 2009      | Privileged                              | David Besser      | 2 episodios                                    |
| 2009–2012 | One Tree Hill                           | Clay Evans        | Papel principal (temporadas 7-9)               |
| 2012–2013 | 666 Park Avenue                         | Brian Leonard     | Rol principal                                  |
| 2013–2014 | Hart of Dixie                           | Peter             | 2 episodios                                    |
| 2014      | Play It Again, Dick                     | Gaston            | 4 episodios                                    |
| 2015–2019 | iZombie                                 | Major Lillywhite  | Rol principal                                  |
| 2017      | Powerless                               | Dan               | Episodio: "Emily Dates a Henchman"             |
| 2017      | Dimension 404                           | Adam              | Episodio: "Matchmaker"                         |
| 2018      | The Christmas Contract                  | Jack              | Película para televisión                       |
| 2020      | Love in Store                           | David Crabtree    | Película para televisión                       |
| 2020      | The Christmas House                     | Mike Mitchell     | Película para televisión                       |
| 2021–2022 | Chesapeake Shores                       | Evan Kincaid      | Temporadas regular, quinta y sexta de la serie |
| 2021      | The Christmas House 2: Deck Those Halls | Mike Mitchell     | Película para televisión                       |
| 2024      | Blind Date Book Club                    | Graham Sterling   | Película para televisión                       |
| 2024      | 'Twas the Date Before Christmas         | Bryan             | Película para televisión                       |
| 2025      | An Unexpected Valentine                 | Finn              | Película para televisión                       |

### Escritor
| Año  | Título                         | Notas |
| ---- | ------------------------------ | ----- |
| 2008 | Welcome to the Lipstick Jungle | corto |